# Hyponeuma denticulata
Hyponeuma denticulata är en fjärilsart som beskrevs av Moore 1882. Hyponeuma denticulata ingår i släktet Hyponeuma och familjen nattflyn. Inga underarter finns listade i Catalogue of Life.